# Hamburger Sportbund

Altes Logo des HSB

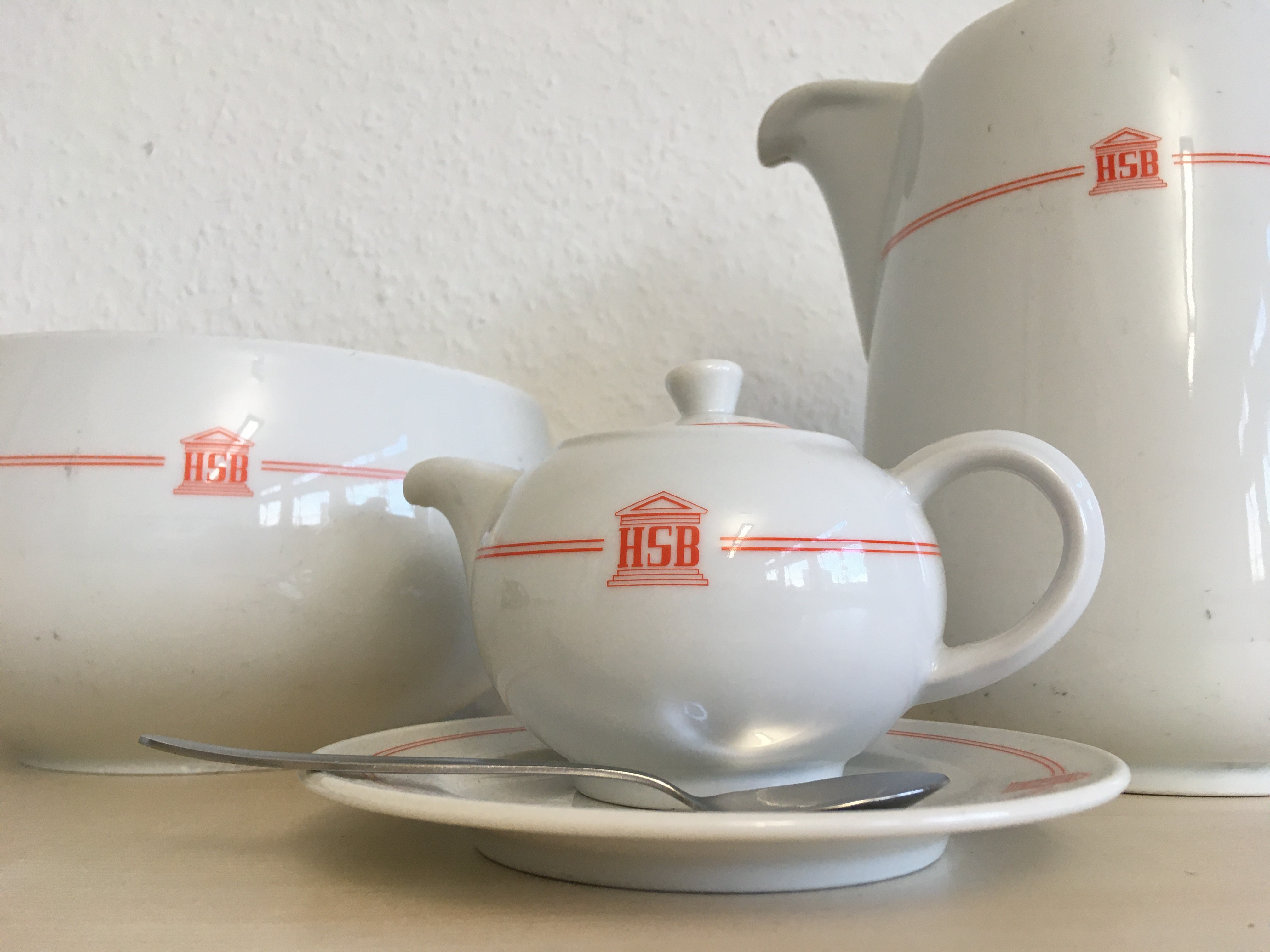
Altes Logo des HSB

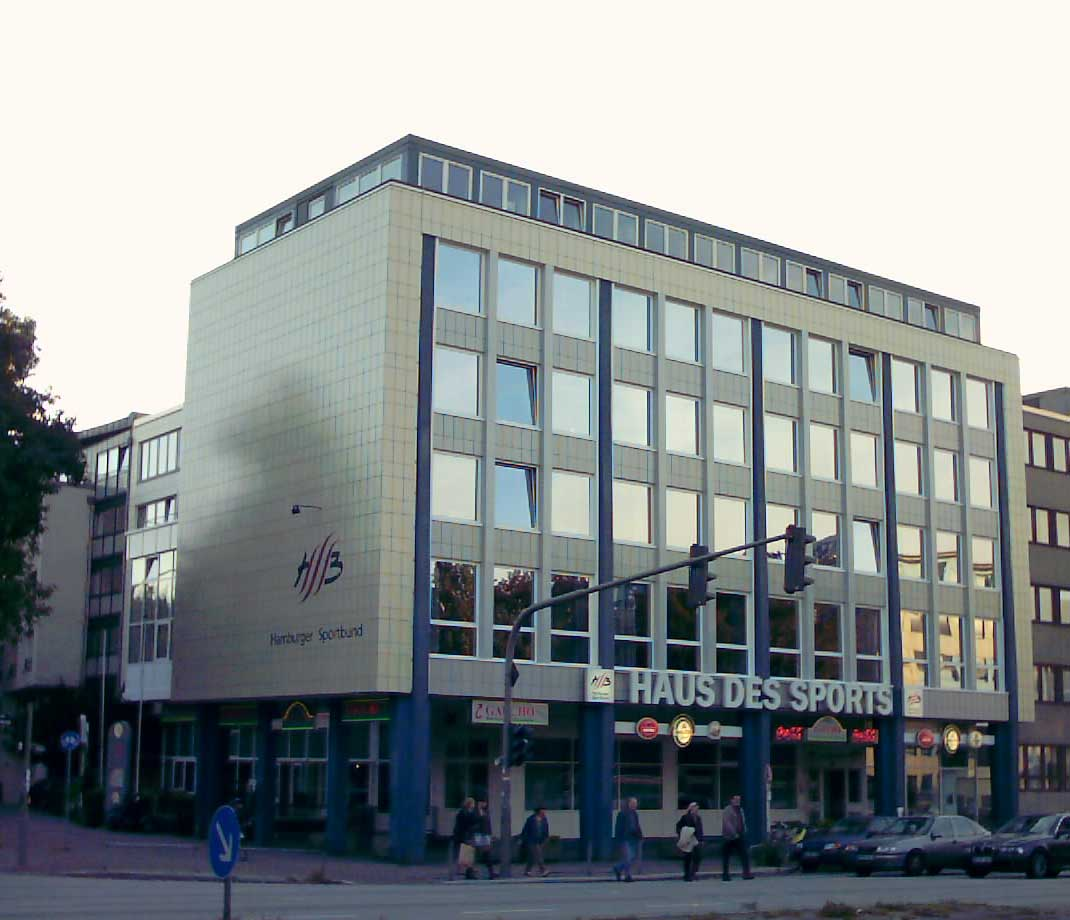
Haus des Sports

Der Hamburger Sportbund (HSB) ist die Spitzenorganisation des organisierten Sports in Hamburg und einer der 16 Landessportbünde im Deutschen Olympischen Sportbund.
Dem Hamburger Sportbund gehören 865 Vereine mit 497.900 Mitgliedern an (Stand Ende 2021), womit er der größte Dachverband der Hansestadt ist.

## Geschichte
Mit der Zulassung des organisierten Sports durch die britische Besatzungsmacht kurz nach Kriegsende 1945 entstand bei den Vereinen der Wunsch, einen von den Behörden unabhängigen Dachverband zu bilden, um a) einen organisatorischen Rahmen zu schaffen und b) ein Organ zu haben, das die Interessen des Sports gegenüber Stadt und Besatzungsmacht vertreten konnte. Bis Ende 1945 hatten sich 216 Vereine der Stadt dem Hamburger Verband für Leibesübungen angeschlossen. Zum 1. Juni 1948 benannte sich der Verband in Hamburger Sport-Bund um. Noch im selben Jahr erhielt er gemeinsam mit dem Hamburger Fußball-Verband (HFV) die Konzession für den Fußball-Toto. Dieser ist bis heute eine der Haupteinnahmequellen von HSB und HFV.
1952 bezog der HSB mit dem Haus des Sports im Stadtteil Eimsbüttel erstmals ein eigenes Gebäude. Noch heute sind dort die Räumlichkeiten des Sportbundes und vieler Fachverbände untergebracht. Fünf Jahre später wurde die Sportschule Sachsenwald in Betrieb genommen.
Seit 1987 gehören neben den Fachverbänden und den Sportvereinen auch die Organisationen des Betriebssports und des Hochschulsports zum Hamburger Sportbund. Im Rahmen der Umorganisierung des Berufsschulsports schloss der HSB 1997 einen Vertrag mit der Stadt, nach dem alle Berufsschüler einen Gutschein von der Schulbehörde erhielten, den sie in den Sportvereinen einlösen konnten.
Unser Präsidium wird alle vier Jahre von der Mitgliederversammlung gewählt und verantwortet die politische und strategische Ausrichtung des HSB. Es beruft die Mitglieder des Vorstands nach § 26 BGB sowie des Besonderen Vertreters nach § 30 BGB (Geschäftsführer Sportjugend). Außerdem übernimmt unser Präsidium die Kontrolle und Aufsicht über die Arbeit unseres Vorstands. Weitere Aufgaben können in unserer Satzung nachgelesen werden.

## Positionen
- Ehrenpräsidenten: Friedel Gütt, Klaus-Jürgen Dankert, Günter Ploß
- Präsidentin: Katharina von Kodolitsch
- Vizepräsidenten: Karsten Marschner, Daniel Oetzel, Anne Gnauk, Dörte Kuhn und Sylvia Pille-Steppat
- Vorsitzender der Hamburger Sportjugend: Julian Kulawik
- Vorstandsvorsitzender: Daniel Knoblich (beratend)

## Präsidenten
- 1947–1950 Ernst Junge
- 1950–1962 Georg Frank
- 1962–1981 Fritz Bauer
- 1981–1996 Friedel Gütt
- 1996–1997 Werner Hackmann
- 1997–2005 Klaus-Jürgen Dankert
- 2005–2014 Günter Ploß
- 2014–2021 Jürgen Mantell
- seit 2021 Katharina von Kodolitsch

## Einrichtungen
Seit 1957 betreibt der HSB die Sportschule Sachsenwald in Wentorf, die allerdings Ende 2006 aus Kostengründen geschlossen wurde. Die Hamburger Sportjugend betreibt die Ferienanlage Schönhagen in Brodersby an der Ostsee.

## Finanzierung
Lange Zeit wurde der gemeinnützige Sport über einen festen Prozentsatz aus den staatlichen Lotterieeinnahmen finanziert. Nach deren Rückgang verhandelten die Stadt Hamburg und der HSB wegweisend für den organisierten Sport in ganz Deutschland folgenden Sportfördervertrag, der eine verlässlichere Finanzierungsbasis darstellt. Im Februar 2009 einigten sich der HSB, Hamburger Fußball-Verband und die Stadt auf einen Nachfolgevertrag. Mit diesem wurde ein überaus positives Ergebnis für den Hamburger Sport erreicht. Der dem HSB im Jahr 2006 auferlegte Konsolidierungsbeitrag (s. u.) wurde um 850.000 Euro gekürzt und die Mittel für die Sanierung vereinseigener und städtischer Sportplätze und -hallen stark erhöht. Für die Bereiche Leistungssport- und Integrationsförderung konnten die bisherigen zweckgebundenen Mittel aufrechterhalten werden. Die Verhandlungen zum Sportfördervertrag im Frühjahr 2010 brachten eine Konsolidierung des Verhandlungsergebnisses des Sportfördervertrags 2009/2010. Die HSB-Mitgliederversammlung hat im Juni 2010 dem Verhandlungsergebnis zugestimmt.
Für die Jahre 2015/2016 wurde mit der Stadt Hamburg ein Sportfördervertrag geschlossen. In diesen Jahren erhielt der HSB pro Jahr 10,92 Millionen Euro von der Stadt, 100.000 Euro davon für den Leistungssport, 330.000 Euro für die Fachverbände und für Übungsleiterzuschüsse. Darüber hinaus bekam der Hamburger Fußball-Verband 1,3 Millionen Euro von der Stadt.

## Mitgliederentwicklung
| Die 10 größten Sportvereine im Hamburger Sportbund sind: | Die 10 größten Sportvereine im Hamburger Sportbund sind: | Die 10 größten Sportvereine im Hamburger Sportbund sind: | Die 10 größten Sportvereine im Hamburger Sportbund sind: | Die 10 größten Sportvereine im Hamburger Sportbund sind: | Die 10 größten Sportvereine im Hamburger Sportbund sind: | Die 10 größten Sportvereine im Hamburger Sportbund sind: | Die 10 größten Sportvereine im Hamburger Sportbund sind: | Die 10 größten Sportvereine im Hamburger Sportbund sind: |
| Rang nach 2021                                           | Verein                                                   | Mitglieder                                               | Mitglieder                                               | Mitglieder                                               | Mitglieder                                               | Mitglieder                                               | Mitglieder                                               | Mitglieder                                               |
| Rang nach 2021                                           | Verein                                                   | 2015                                                     | 2016                                                     | 2017                                                     | 2018                                                     | 2019                                                     | 2020                                                     | 2021                                                     |
| -------------------------------------------------------- | -------------------------------------------------------- | -------------------------------------------------------- | -------------------------------------------------------- | -------------------------------------------------------- | -------------------------------------------------------- | -------------------------------------------------------- | -------------------------------------------------------- | -------------------------------------------------------- |
| 01                                                       | Hamburger Sport-Verein                                   | 73.968                                                   | 76.577                                                   | 77.730                                                   | 86.094                                                   | 88.164                                                   | 87.701                                                   | 85.273                                                   |
| 02                                                       | FC St. Pauli                                             | 22.991                                                   | 24.660                                                   | 25.965                                                   | 28.256                                                   | 29.991                                                   | 31.146                                                   | 31.681                                                   |
| 03                                                       | Eimsbütteler TV                                          | 13.033                                                   | 13.671                                                   | 14.365                                                   | 15.145                                                   | 15.677                                                   | 15.057                                                   | 14.379                                                   |
| 04                                                       | Sektion Hamburg des DAV                                  | 12.626                                                   | 12.886                                                   | 13.101                                                   | 13.221                                                   | 13.347                                                   | 13.289                                                   | 13.077                                                   |
| 05                                                       | TSG Bergedorf                                            | 10.885                                                   | 10.904                                                   | 11.307                                                   | 11.311                                                   | 11.081                                                   | 10.366                                                   | 08.610                                                   |
| 06                                                       | Walddörfer SV von 1924                                   | 0–                                                       | 07.633                                                   | 07.974                                                   | 08.204                                                   | 08.493                                                   | 08.065                                                   | 07.544                                                   |
| 07                                                       | Niendorfer TSV von 1919                                  | 08.080                                                   | 08.099                                                   | 08.235                                                   | 08.247                                                   | 08.409                                                   | 08.030                                                   | 07.404                                                   |
| 08                                                       | SV Eidelstedt von 1880                                   | 0–                                                       | 07.509                                                   | 0–                                                       | 07.383                                                   | 07.491                                                   | 07.232                                                   | 06.842                                                   |
| 09                                                       | SC Alstertal-Langenhorn                                  | 0–                                                       | 07.537                                                   | 0–                                                       | 07.564                                                   | 07.566                                                   | 06.956                                                   | 06.559                                                   |
| 10                                                       | Altonaer TV von 1845                                     | 08.419                                                   | 08.580                                                   | 08.608                                                   | 08.626                                                   | 08.056                                                   | 06.976                                                   | 04.417                                                   |
|                                                          | Sportspaß                                                | 71.018                                                   | nicht mehr im HSB                                        | nicht mehr im HSB                                        | nicht mehr im HSB                                        | nicht mehr im HSB                                        | nicht mehr im HSB                                        | nicht mehr im HSB                                        |
|                                                          | Hochschulsport Hamburg                                   | 11.208                                                   | 0–                                                       | 10.259                                                   | 0–                                                       | 0–                                                       | 0–                                                       | 0–                                                       |
|                                                          | Club der Kreuzer-Abteilung                               | 07.991                                                   | 08.024                                                   | 08.257                                                   | 0–                                                       | 0–                                                       | 0–                                                       | 0–                                                       |

Die beliebtesten Sportarten in Hamburg sind
|                             | per 31.12.2019 | per 19.11.2020 | per 31.12.2021 |
| --------------------------- | -------------- | -------------- | -------------- |
| Fußball                     | 163.874        | 161.977        | 161.991        |
| Turn- und Freizeitsport     | 109.179        | 102.326        | 087.342        |
| Tennis                      | 029.549        | 029.068        | 031.151        |
| Klettern                    | 013.437        | nicht gelistet | 013.077        |
| Segeln                      | 011.626        | 011.805        | 011.885        |
| Schwimmen                   | 010.824        | 010.194        | 009.836        |
| Hockey                      | 009.312        | 009.319        | 009.332        |
| Golf                        | 008.707        | 008.521        | 008.823        |
| Handball                    | 008.947        | 008.600        | 008.418        |
| Basketball                  | 007.579        | 007.635        | 007.806        |
| Behinderten- und Reha-Sport | 008.651        | 007.531        | 007.763        |